# Крючёнкин, Василий Дмитриевич
Васи́лий Дми́триевич Крючёнкин (1 [13] января 1894, Карповка, Бугурусланский уезд, Самарская губерния, Российская империя — 10 июня 1976, Киев) — советский военачальник, командующий рядом корпусов и армий в Великой Отечественной войне. Генерал-лейтенант (1943).

## Молодость
Родился 13 января 1894 года в деревне Карповка, ныне Бугурусланского района Оренбургской области. Русский. Из многодетной (8 детей) бедняцкой семьи. Из-за крайней бедности семьи Василия принял в свою семью родственник отца — сельский богатей, рассматривавший ребёнка как дармовую рабочую силу. Работал с раннего детства в хозяйстве приемного родителя, а затем грузчиком в принадлежащей ему лавке. Окончил только начальную трёхклассную школу.

## Первая мировая и Гражданская войны
В сентябре 1915 года был призван в Русскую императорскую армию. В годы Первой мировой войны воевал в 5-м Александрийском гусарском полку 5-й кавалерийской дивизии на Западном фронте. За отличие получил чин младшего унтер-офицера, в 1917 году был командиром полуроты.
В 1917 году покинул армию и вступил в отряд Красной гвардии в городе Череповец. Прибыв с отрядом в Петроград, участвовал в подавлении выступления Керенского — Краснова, воевал в районе Гатчины. Активный участник Гражданской войны. С февраля 1918 года действовал с отрядом на Восточном фронте, где был в полном составе зачислен в Рабоче-крестьянскую Красную армию и преобразован в 1-й Оренбургский кавалерийский полк, а Крючёнкин стал в этом полку помощником командира эскадрона. Участвовал в боях против восставших оренбургских казаков атамана А. И. Дутова, с мая 1918 года полк воевал на Туркестанском фронте против белогвардейских войск, местных басмаческих формирований и английских интервентов у Чарджуя, Ашхабада, Красноводска. В конце 1918 года полк переброшен назад на Восточный фронт и воевал против армий адмирала А. В. Колчака. В сентябре 1919 года полк реорганизовал в 13-й кавалерийский полк и передан в 3-ю Туркестанскую кавалерийскую бригаду, передан на Южный фронт и воевал против армий А. И. Деникина, а В. Д. Крючёнкин назначен в нём командиром эскадрона. В конце 1919 года зачислен в 64-й кавалерийский полк 11-й кавалерийской дивизии Первой Конной армии, участвовал в Ростово-Новочеркасской и Кубано-Новороссийской наступательных операциях, с мая 1920 года воевал на Юго-Западном фронте против польских войск. Участвовал в Киевской, Новоград-Волынской, Ровенской и Львовской операциях. Осенью 1920 года вся Первая Конная армия была передана на Южный фронт, участвовала в Северно-Таврийской наступательной операции. После завершения основных боевых действий в Гражданской войну весь 1921 год продолжал воевать против отрядов Н. И. Махно и многочисленных более мелких бандформирований.

## Межвоенный период
В октябре 1921 года В. Д. Крючёнкин назначен командиром 63-го кавалерийского полка 11-й кавалерийской дивизии на Западном фронте. В 1923 году окончил Киевскую объединённую военную школу имени С. С. Каменева, после чего продолжил службу в 11-й кавалерийской дивизии: помощник командира эскадрона, врид помощника командира 64-го кавалерийского полка, врид командира полка, начальник полковой школы 62-го кавалерийского полка. Воевал в Туркестане против басмачей, в одной из кавалерийских схваток получил 15 сабельных ударов и после боя найден в бессознательном состоянии.
С сентября 1925 по сентябрь 1926 года учился на кавалерийских курсах усовершенствования командного состава в Новочеркасске. С 1926 года — начальник и политрук полковой школы 44-го кавалерийского полка, с сентября 1927 — секретарь партийного бюро полка. С декабря 1928 года служил в 46-м кавалерийском полку 8-й кавалерийской дивизии Приволжского военного округа: начальник и политрук полковой школы, начальник штаба полка. В январе 1931 года в третий раз возвращён на службу в 11-ю кавалерийскую дивизию, где был командиром-комиссаром 48-го кавалерийского полка, помощником командира по политической части 45-го кавалерийского полка. С мая 1933 по ноябрь 1934 года служил помощником командира по хозяйственной части 13-го кавалерийского полка 2-й кавалерийской дивизии Украинского военного округа.
В 1935 году повторно окончил кавалерийские курсы усовершенствования командного состава в Новочеркасске. С мая 1935 года — помощник командира по хозяйственной части 16-го кавалерийского полка 3-й Бессарабской кавалерийской дивизии имени Г. И. Котовского Киевского военного округа. С апреля 1936 — начальник военно-хозяйственного снабжения 5-й Ставропольской кавалерийской дивизии имени М. Ф. Блинова. С сентября 1937 года — командир 111-го кавалерийского полка 28-й кавалерийской дивизии 7-го кавалерийского корпуса, а с июня 1938 года командовал 14-й кавалерийской дивизией, дислоцированной в Новоград-Волынском в Киевском особом военном округе.
Окончил Курсы усовершенствования высшего начальствующего состава при Военной академии РККА им. М. В. Фрунзе. Член ВКП(б).
В марте 1940 года был избран депутатом Верховного Совета Украинской ССР от Ровенской области.

## Великая Отечественная война
С началом Великой Отечественной войны дивизия под командованием генерала Крючёнкина в составе 5-го кавалерийского корпуса 6-й армии Юго-Западного фронта участвовала в Львовско-Черновицкой и Киевской оборонительных операциях. Тогда дивизия обороняла город Кременец, а в июле 1941 года, находясь в полуокружении, прикрывала отступление 36-го стрелкового корпуса, вскоре дивизия вела оборону против мотомеханизированной группы противника в районе Бердичева и Казатина.
В ноябре 1941 года был назначен на должность командира 5-го кавалерийского корпуса оперативной группы войск генерала Ф. Я. Костенко, а затем в составе 21-й и 38-й армий Юго-Западного фронта. Корпус отличился в Елецкой операции, по итогам которой за отвагу и мужество, проявленные в боях, в декабре 1941 года был преобразован в 3-й гвардейский кавалерийский корпус.  Уже под гвардейским знаменем участвовал в Барвенково-Лозовской наступательной операции, в Харьковском сражении и в Воронежско-Ворошиловградской оборонительной операции.
4 июля 1942 года Крючёнкин был назначен на должность командующего 28-й армией Юго-Западного фронта. В конце июля армия переименована в 4-ю танковую армию и передана на Сталинградский фронт. Участвовал в оборонительном этапе Сталинградской битвы. За неудачные действия и большие потери армии в октябре был снят с должности.
В декабре того же года стал слушателем ускоренного курса Высшей военной академии им. К. Е. Ворошилова. Окончил академию в марте 1943 года и тогда же был назначен на должность командующего 69-й армией на Воронежском и Степном фронтах. Принимал участие в Курской битве, в Белгородско-Харьковской наступательной операции. С 30 сентября 1943 года армия находилась в резерве Ставки ВГК.
С 10 апреля 1944 года — командующий 10-й армией, тоже находившейся в резерве. С 12 апреля 1944 года — командующий 33-й армией 2-го Белорусского фронта. В июне-июле 1944 года армия участвовала в Белорусской стратегической наступательной операции (Могилёвская и Минская фронтовые операции), в которых форсировала реки Проня, Бася, Днепр, и принимала участие в освобождении городов Шклов и Могилёв. Однако в июле 1944 года освобождён от командования по болезни. Полгода не получал нового назначения.
С декабря 1944 года находился в распоряжении Военного совета 1-го Белорусского фронта, а в январе 1945 года был назначен на должность заместителя командующего 61-й армией 1-го Белорусского фронта, затем — на должность заместителя командующего войсками того же фронта. Участвовал в Висло-Одерской и Берлинской наступательных операциях.

## Послевоенное время
В августе 1945 года В. Д. Крючёнкин был назначен на должность заместителя командующего войсками Донского военного округа. В январе 1946 года освобождён от должности по состоянию здоровья, а фактически по представлению командующего войсками округа генерал-полковника П. А. Белова, который и в 1941 и в 1945 годах был непосредственным командиром В. Д. Крюченкина и был крайне низкого мнения о нём как о военачальнике. Из характеристики П. А. Белова на В. Д. Крючёнкина от января 1946 года:

«Боевой, исполнительный генерал, однако слабая грамотность, как общеобразовательная, так и военная, ограничила возможность роста. Генерал Крючёнкин на военной игре, выполняя должность командующего армией, не мог ни сформулировать решения, ни отдать приказ, ни читать карту. Опыт показал, что генерал-лейтенанта Крючёнкина нельзя назначать на должность командарма даже на военных играх, так как основной состав играющих чувствует себя неловко, слушая путаные решения, приказы, доклады. ... В современных условиях генерал Крючёнкин не в состоянии занимать должность зам. командующего войсками округа. Пользы войскам округа в этой должности принести не может. Правильно руководить боевой подготовкой не в состоянии. Желательно перевести генерала Крючёнкина на менее ответственную должность или уволить в запас как выслужившего установленный срок службы в Красной Армии, установленный для генералов».— Документ приведён в книге: Замулин В. Н. Прохоровское побоище. Правда о Величайшем танковом сражении. — Москва: Яуза — Эксмо, 2010. — 781 с.; ISBN 978-5-699-43036-9.
Нового назначения не получил и в июне 1946 года уволен в отставку.

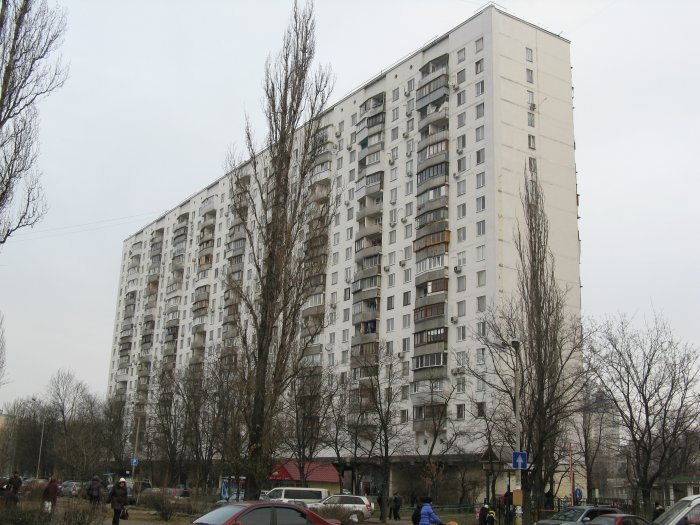
Дом в Киеве, в котором жил генерал Крючёнкин (бульвар Игоря Шамо, 14)

Жил в Киеве. Много лет был главным судьёй по конному спорту в ДОСААФ Украины, судья всесоюзной категории (1955).
Автор мемуаров.
Умер 10 июня 1976 года в Киеве. Похоронен на Байковом кладбище.

## Воинские звания
- Полковник (1935);
- Комбриг (22.02.1938);
- Комдив (4.11.1939);
- Генерал-майор (4.06.1940);
- Генерал-лейтенант (28.06.1943).

## Награды
- Четыре ордена Ленина (22.02.1938, 6.11.1941, 21.02.1945, ...);[4]
- Орден Октябрьской Революции;
- Четыре ордена Красного Знамени (13.02.1930, 21.07.1944, 3.11.1941, 6.04.1945);
- Орден Кутузова 1-й степени (27.08.1943);
- Орден Красной Звезды Бухарской Народной Советской Республики 1-й степени (8.08.1924);
- Медали[5][6].

## Сочинения
- Крюченкин В. Д. От солдата до генерала. — Москва: ДОСААФ, 1958. — 104 с.

## Отзывы
Слабым командующим был Крючёнкин. Это человек другого масштаба, не командарм. Это типичный кавалерист, не двинувшийся никуда вперед. Командир кавалерийского корпуса в начале войны. Это и был потолок его возможностей. Слабый командующий.— Беседа с бывшим начальником штаба Западного и Третьего Белорусского фронтов генерал-полковником Покровским Александром Петровичем. Записал Константин Симонов. Предисловие и публикация Л. Лазарева // «Октябрь». 1990. № 5.

## Память
- Именем генерала Крюченкина названа улица в Белгороде (2006).[7]